# Lasiodora pleoplectra
Lasiodora pleoplectra är en spindelart som beskrevs av Cândido Firmino de Mello-Leitão 1921. 
Lasiodora pleoplectra ingår i släktet Lasiodora och familjen fågelspindlar. Inga underarter finns listade i Catalogue of Life.